# Ababdehs

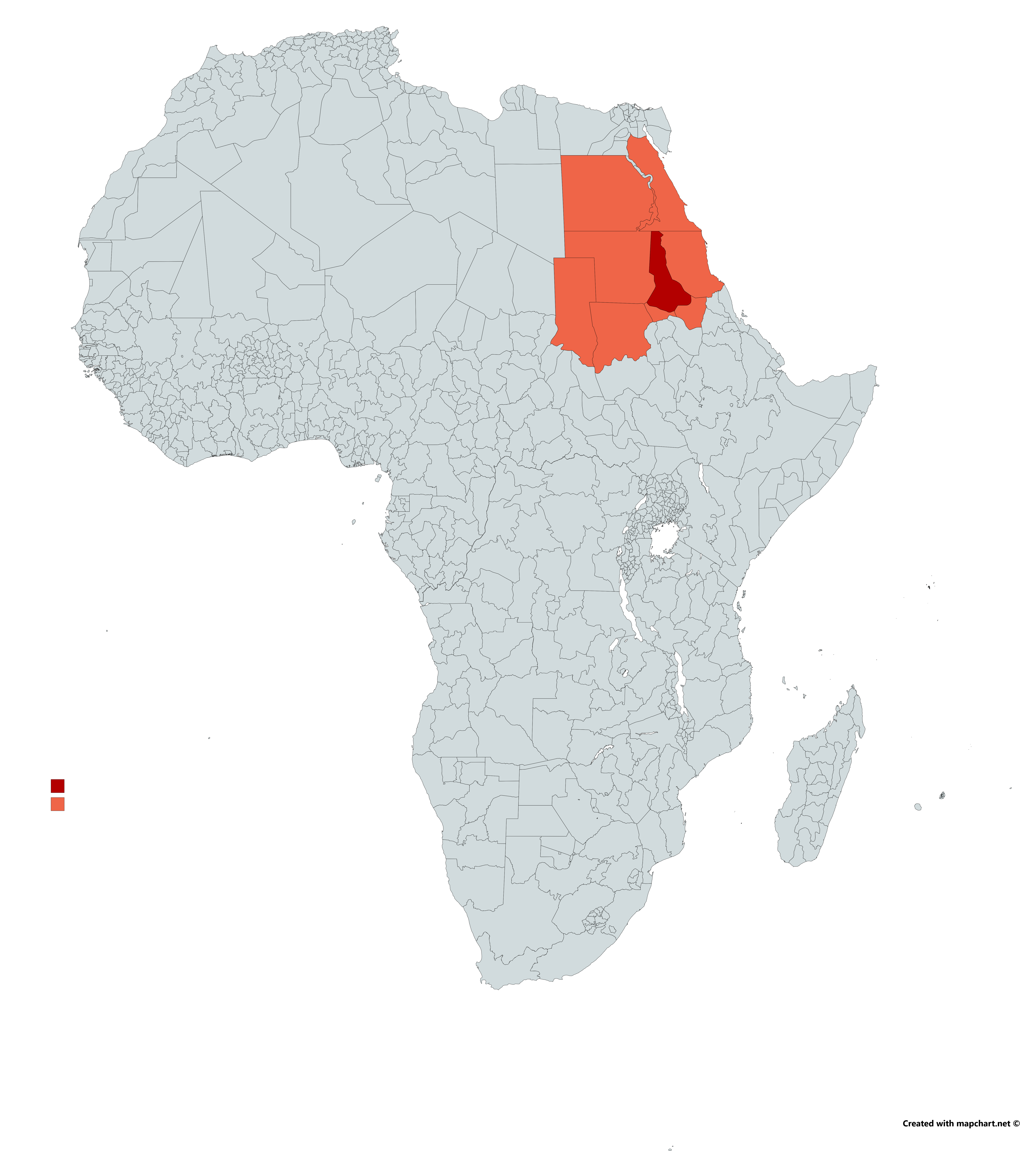
Dispersion du peuple Ababdehs.

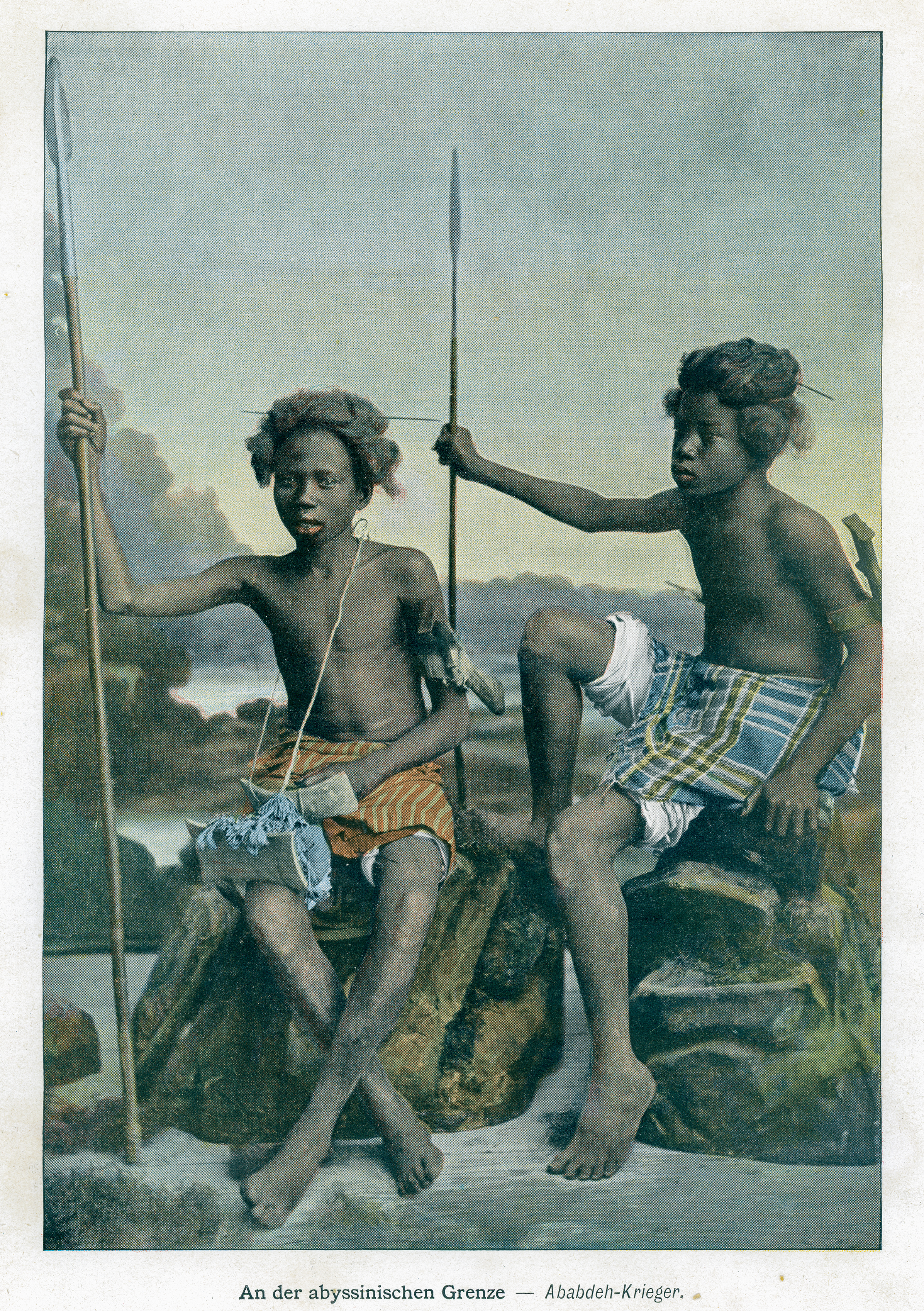
Guerriers Ababdehs - fin XIXème.

Les ‘Abābda (ou Ababdehs ou Ababda) forment un peuple de pasteurs nomades de religion musulmane qui occupait et parcourait le désert entre la vallée du Nil et la mer Rouge, vivant surtout dans le Nord-Est du Soudan et le Sud-Est de l'Égypte. Ils sont cette période-ci largement sédentarisés, soit le long de la mer Rouge soit le long de la vallée du Nil et beaucoup d'entre eux mènent une activité agricole sédentaire. Ils vivent ou vivaient d'une économie pastorale (ovins, caprins, camelins). Occasionnellement, certains vendent par ailleurs du charbon de bois à base d'acacias qui poussent dans le désert.
Leur origine est incertaine. Certains[Qui ?] pensent[réf. nécessaire] qu'ils descendent d'un peuple que les Romains connaissaient sous le nom de Blemmyes. D'autres encore, comme Wilhelm Peter Eduard Simon Rüppell (1794-1884), les considèrent descendants d'un peuple d'origine éthiopienne installé dans la région de Méroé[réf. souhaitée]. En 1851, lorsqu'ils furent décrits, leurs coutumes étaient similaires à celles de la société bédouine.
Ils formeraient un sous-groupe de l'ethnie Beja et comme eux ils parlent ou parlaient une langue couchitique du Nord, le beja (appelé tu bedawi par ses locuteurs beja). En situation de diglossie, ils pratiquent par ailleurs aussi et parfois d'abord l'arabe. Cependant, pour ajouter à la confusion sur leurs origines, certains groupes, en Égypte tout au moins, se réclament pleinement des Arabes, d'origine bédouine et donc de la péninsule arabe, et non pas Beja et donc d'origine africaine.
Dans les années 1990, leur nombre est estimé à plus de 250 000 personnes. Au cours des dernières décennies, ils se sont en Égypte de plus en plus intégrés au reste de la société nationale (qui demeure plurielle, avec une grande population nubienne), mais conservent leur identité.